# Rydwan (staw)
Rydwan – staw w woj. łódzkim, w powiecie łowickim, w gminie Domaniewice, leżący w obniżeniach doliny rzeki Bobrówki. Powierzchnia stawu wynosi 80 ha.
Walorem przyrodniczym stawu jest bardzo duże bogactwo ptaków (w najbliższym otoczeniu Rydwanu oraz sąsiedniego stawu Okręt ma swoje miejsce gniazdowania ponad 130 gatunków), oraz liczne gatunki roślin chronionych. Staw powstał pod koniec XVI wieku. Od początku prowadzono tu gospodarkę rybacką – Rydwan i Okręt to największe w tej części Polski stawy rybackie.
W okolicy Rydwanu znajduje się cmentarz poległych w Bitwie nad Bzurą.
W pobliżu, na terenie żwirowni, znajduje się drugi, nowszy i bezimienny staw (bagier), niekiedy również nazywany Rydwanem. Przy tym zbiorniku, we wsi Guźnia, znajduje się dzikie kąpielisko z plażą, popularne wśród mieszkańców regionu ze względu na czystość wody. Z powodu dużych różnic głębokości w niewielkiej odległości od brzegu, jest on miejscem niebezpiecznym i wielokrotnie dochodzi tam do utonięć.